# Orotsäure
Orotsäure ist ein Pyrimidin-Derivat und Zwischenprodukt der Biosynthese des Uridinmonophosphats (UMP). Sie kommt unter anderem als Bestandteil des Nukleosids Orotidin vor. Die Salze der Orotsäure heißen „Orotate“.

## Geschichte
Orotsäure wurde erstmals 1904 durch die italienischen Forscher Biscaro und Belloni aus Kuhmolke isoliert. Sie bezeichneten die saure Substanz als Orotsäure, abgeleitet vom griechischen „orós“, Molke. Da man früher davon ausging, dass Orotsäure lebensnotwendig sei, wurde sie auch als Vitamin B13 bezeichnet.

## Vorkommen
Orotsäure ist ein Stoffwechselzwischenprodukt und kommt in Hefen sowie Schimmelpilzen der Gattung Neurospora wie Neurospora crassa, insbesondere Milchprodukten (auch Kolostrum) sowie zahlreichen Lebensmitteln vor.

## Eigenschaften
Orotsäure ist ein weißes, geruchloses, süßlich schmeckendes, kristallines Pulver, das sich fast nicht in Wasser oder Ethanol löst. In organischen Lösungsmitteln ist sie praktisch unlöslich. Die dreibasige mittelstarke Säure löst sich besser in wässriger Alkalilauge. Beim langsamen Auskristallisieren bilden sich farblose, prismenförmige Kristalle. In fester, kristalliner Form ist Orotsäure nahezu unbegrenzt haltbar.

## Darstellung
Erstmals gelang die Darstellung durch die Chemiker Treat B. Johnson und Elmar F. Schröder 1931. Diese konnten Orotsäure durch Oxidation aus 4-Thiouracil-4-aldehyd bzw. 4-Uracilaldehyd an Chromsäure synthetisieren.

## Reaktionen
Orotsäure ist ein Zwischenprodukt der Biosynthese des Uridinmonophosphats.
In Organismen wird Orotsäure durch die Oxidation von Dihydroorotsäure gebildet. Es handelt sich bei dieser Reaktion um den vierten Schritt der Pyrimidin-De-Novo-Synthese und wird durch die Dihydroorotsäure-Dehydrogenase katalysiert.
Durch Übertragung eines Phosphoribosylrestes durch die Orotat-Phosphoribosyltransferase reagiert Orotsäure im anschließenden Schritt weiter zu Orotidinmonophosphat (OMP), dessen Decarboxylierung zur Bildung von Uridinmonophosphat führt. Dieses wiederum ist das Ausgangsprodukt bei der Biosynthese der Pyrimidinbasen Cytosin, Thymidin und Uracil.

## Biologische Bedeutung
Bei einem gestört ablaufenden Harnstoffzyklus führt das sich anstauende Carbamylphosphat zu einer erhöhten Synthese von Orotsäure. Eine Akkumulation von Orotsäure in Gewebe und Serum erfolgt auch auf Grund eines erblichen Mangels an Orotidin-5-phosphat-Pyrophosphorylase. Eine damit einhergehende vermehrte Ausscheidung über den Harn wird als Orotacidurie bezeichnet.
Obwohl Orotsäure in kleineren Mengen im Körper selbst synthetisiert wird, muss sie für eine tägliche Bedarfsdeckung durch Nahrung aufgenommen werden.
Orotsäure hat viele Funktionen im Organismus: So kann Orotsäure verhindern, dass der ATP-Spiegel im Herzen sich völlig entleert. Dabei soll sie die Menge an Pyrimidinnukleotiden in der Leber erhöhen, welches dann eine erhöhte Produktion von ATP im myokardialen Bereich zur Folge hat.
Weiterhin können Orotsäure und Derivate Gedächtnis- und Lernleistungen verbessern (Nootropikum). Im Tierexperiment konnten verbesserte adaptive Leistungen wie verbesserte Bildung des Langzeitgedächtnisses nachgewiesen werden. Die nootrope Wirkung aufgenommener Orotsäure wird auf die Auffüllung des cerebralen Pyrimidinnucleotid-Pools zurückgeführt, da die De-novo-Synthese der Orotsäure im Gehirn limitierend für ihre Verfügbarkeit ist.
Durch die Nahrung wird Orotsäure schlecht aufgenommen (5–6 %), da sie sich in Wasser oder Lipiden gering löst. Im Blut beträgt die Halbwertszeit etwa eine Stunde.